# Was wundert Ihr Euch noch, Ihr Rose der Jungfrauen

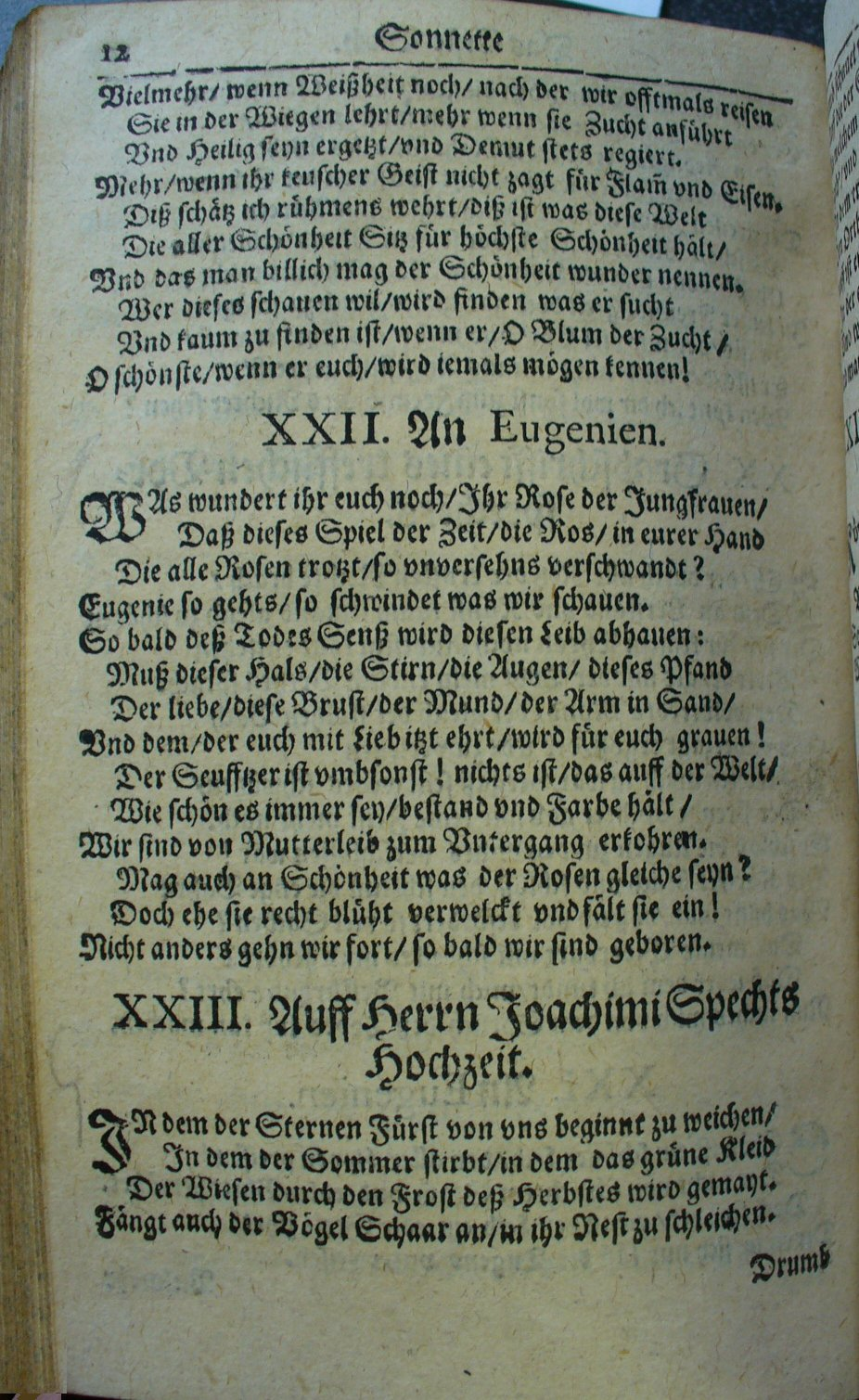
Druck in der Auflage von 1657

Was wundert Ihr Euch noch, Ihr Rose der Jungfrauen ist ein Sonett von Andreas Gryphius. Die erste Fassung wurde 1637 unter der Überschrift „An eben dieselbe“ in Gryphius’ erster Sonettsammlung im polnischen Lissa gedruckt, das einundzwanzigste der 31 Lissaer Sonette. Die Überschrift versteht sich aus der des vorangehenden, zwanzigsten Sonetts, „An eines hohen Standes Jungfraw“.

## Entstehung und Überlieferung
Gryphius hat die Lissaer Sonette ab 1634 in Danzig während des Besuchs des dortigen Akademischen Gymnasiums und anschließend auf dem Gut seines Gönners Georg Schönborner (1579–1637) in der Nähe des niederschlesischen Freystadt geschrieben. Er hat später immer wieder an ihnen gefeilt. So ist „Was wundert Ihr Euch noch, Ihr Rose der Jungfrauen“ in Gryphius’ Lebzeiten zu vier weiteren Auflagen gekommen, deutlich verändert 1643, gegenüber 1643 wenig verändert 1650, 1657 und 1663. Seit 1643 lautet die Überschrift „An Eugenien“ – ebenso wie die Überschrift von „An eines hohen Standes Jungfraw“. Beide gehören also zu Gryphius’ Eugenien-Gedichten, deren Adressatin nach den meisten Forschern Elisabeth Schönborner war, die 1637 vierzehnjährige Tochter Georg Schönborners. Seit 1643 trägt „Schön ist ein schöner Leib, den aller Lippen preisen“ die Nummer 21, „Was wundert Ihr Euch noch, Ihr Rose der Jungfrauen“ die Nummer 22 der Sonettsammlungen. Die Lissaer Fassung hat zunächst Victor Manheimer 1904, dann Marian Szyrocki 1963 in Band 1 einer von ihm und Hugh Powell verantworteten Gesamtausgabe der deutschsprachigen Werke neu gedruckt, die 1663er Ausgabe letzter Hand unter anderen Thomas Borgstedt 2012. Aus Szyrockis und Borgstedts Ausgaben stammen die folgenden Texte.

## Text
An eben dieselbe. (1637)

Was wundert Ihr Euch noch / Ihr Rose der Jungfrawen /

Daß diese purpur Roß die Ihr kaum auffgefast

In Ewr schneeweissen Hand so vnversehns erblast?

So wird Ewr schöner Leib / nach dem Er abgehawen /

Vons Todes scharffer Seens in kurtzem seyn zu schawen.

Diß was Ihr jtzt an Euch so lieblich fünckeln last /

Der Halß / der Mund / die Brust / sol werden so verhast /

Daß jedem / der sie siht / davon wird hefftig grawen.

Ewr Seufftzer ist vmbsonst! nichts ist das auff der Welt /

So schön es jmmer sey Bestand vñ Farbe helt /

Wir sind von Mutter=Leib zum vntergang erkohren.

Mag auch an Schönheit was / der Blum zu gleichen seyn?

Doch / eh sie recht noch blüht verwelckt vnd felt sie ein /

So greifft der Todt nach vns / so bald wir sind gebohren.
An Eugenien. (1663)

Was wunderet ihr euch noch / Ihr Rose der Jungfrauen /

Daß dises Spil der Zeit / die Ros’ / in eurer Hand

Die alle Rosen trotzt / so unversehns verschwand?

Eugenie so gehts / so schwindet was wir schauen.

So bald des Todes Senß wird disen Leib abhauen:

Scharr’t man den Hals / die Stirn / die Augen / dises Pfand

Der Libe / diese Brust / in nicht zu rein’sten Sand /

Vnd dem / der euch mit Lib itzt ehrt / wird für euch grauen!

Der Seufftzer ist umbsonst! nichts ist / das auff der Welt /

Wie schön es immer sey / Bestand und Farbe hält /

Wir sind von Mutterleib zum Vntergang erkohren.

Mag auch an Schönheit was der Rosen gleiche seyn?

Doch ehe sie recht blüht verwelckt und fält sie ein!

Nicht anders gehn wir fort / so bald wir sind geboren.

## Interpretation
Die Interpretation geht von der 1663er Fassung aus. Eine detaillierte Deutung hat Fritz Cohen mittels eine Vergleichs der 1637er und der 1663er Fassung veröffentlicht.

### Form
Beide Fassungen sind wie Gryphius’ meiste Sonette in Alexandrinern verfasst. Das Reimschema lautet „abba abba“ für die Quartette und „ccd eed“ für die Terzette. Die Verse mit den „a“- und „d“-Reimen sind dreizehnsilbig, die Reime weiblich, die Verse mit den „b“-, „c“- und „e“-Reimen sind zwölfsilbig, daher hier entsprechend den Ausgaben von Szyrocki und Borgstedt eingerückt, die Reime männlich.

### Das Sinnen-Bild
Angelpunkt des Gedichts ist ein Sinnbild, ein Emblem ohne Bild, „Sinnen-Bild“ in Gryphius’ Schreibweise: die Rose. Ihre metaphorische Verwendung geht bis auf das Hohe Lied zurück, nach der Lutherbibel von 1545: „JCH bin ein Blumen zu Saron / vnd ein Rose im tal. Wie eine Rose vnter den Dörnen / So ist mein Freundin vnter den Töchtern“, nach der Revision von 2017 (Hld 2,1–2 ): „Ich bin eine Blume in Scharon, eine Rose im Tal. Wie eine Rose unter den Dornen, so ist meine Freundin unter den Mädchen.“ Die Rose ist hier Metapher „für die unlösbare Verwobenheit von Lust und Schmerz“.
Die Bildlichkeit in Gryphius’ Werk haben Gerhard Fricke 1933 und Dietrich Walter Jöns 1966 eindringlich untersucht. Nach ihnen hat Gryphius das Rosen-Bild am reichsten in seinem Trauerspiel Catharina von Georgien benutzt, wo die Kammerfrau Salome der gefangenen Catharina einen Strauß Rosen bringt:
Salo. Da fand ich ohngefähr die neuen Sommers Zeichen.
Cath. O Blumen welchen wir in Warheit zu vergleichen!
Die schleust den Knopff kaum auff / die steht in voller Pracht
Beperl’t mit frischem Taw. Die wirfft die welcke Tracht
Der bleichen Blätter weg. Die edlen Rosen leben
So kurtze Zeit / vnd sind mit Dornen doch vmbgeben.
Alsbald die Sonn’ entsteht / schmückt sie der Gärte Zelt;
Vnd wird in nichts verkehrt so bald die Sonne felt.

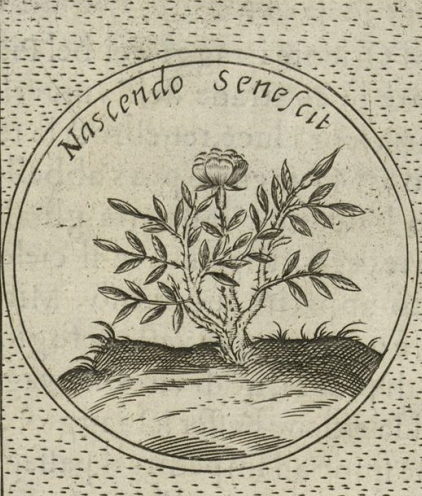
„Nascendo senescit.“

Catharina nennt, was sie sieht –  eine knospende, eine erblühte, von Tau beperlte, eine welkende Rose: eine präzise, durch Genauigkeit im Detail überzeugende Schilderung von Vergänglichkeit. Dass die Rose nur einen Tag lebe, war ein festes Motiv. Endet hier die Allegorie als poetisch überhöhte Sachbeschreibung, so folgt nun der zweite Teil des Gleichnisses, die Deutung:
So küssen wir den Tag benetzt mit eignen Thränen.
Vnd schwinden / wenn wir vns erst recht zu leben sehnen.
Schau wie die Röth’ erblast; so fahren wir davon /
So fleucht die Lust der Welt / so bricht der güldne Thron.
Die Vergänglichkeit ist das Gesetz, dem alles unterworfen ist – auch wir. „Hinter diesem Gleichnis steht ein ‚natura loquitur [die Natur spricht]‘ oder ‚natura monet [die Natur mahnt]‘. Die Funktion des von Gryphius hier gestellten Sinnbildes, Catharinas Selbstverständnis auf eine wesentliche Wahrheit des menschlichen Lebens zurückzuführen, beruht auf der Qualität des Dinges, Spiegel der Wahrheit zu sein.“ Die Sache, die zum „Spiegel“ für eine Bedeutung wird, wie etwa eine Rose, wird nach Fricke gleichsam durchsichtig und macht einen Sinnzusammenhang sichtbar.
Als Sinnbild der Hinfälligkeit des Lebens erscheint die Rose in der Emblemliteratur in immer neuen Variationen. Eine in der Hamburger Kunsthalle aufbewahrte Imprese des Kupferstechers Giacomo Sarzina von 1623 ist überschrieben mit dem Motto „nascendo senescit“ – „im Geborenwerden altert sie“ und wird erläutert „Hinc expressam cum vitae, tum venustatis humanae ideam habeto“ – „Hier magst du ein Sinnbild sowohl menschlichen Lebens als auch menschlicher Schönheit haben.“

### Erstes Quartett
Drei Versen einer rhetorischen Frage folgt im vierten Vers unter direkter Anrede der Adressatin die Antwort. Der Rose und der fiktionalen Eugenie gemeinsam ist zunächst Schönheit, wobei Eugenies Hand „alle Rosen trotzt“, Rosen an Schönheit sogar übertrifft; „der Schönheit Wunder“ hatte Gryphius Eugenie im vorangehenden, einundzwanzigsten Sonett der Sammlung von 1643 genannt. Die Rose weist sodann, wie im Trauerspiel die Königin Catharina von Georgien, so im Sonett „Eugenie“ auf die Vergänglichkeit hin. Die Vergänglichkeit, das zerstörende Tun der Zeit, ist das zweite Tertium Comparationis zwischen der Rose und Eugenie. Die Zeitspanne zwischen Blüte und Verfall wird durch das Adverb „unversehens“ (in der Lissaer Fassung außerdem „kaum“) zusammengedrängt; Vergangenheit, Gegenwart und Zukunft verschmelzen beinahe. Das „Spil der Zeit / die Ros’“ „verschwand“ in Vers 3, Präteritum, „so schwindet was wir schauen“ Vers 4, Präsens.

### Zweites Quartett
Gryphius reiht Körperteile, die sinnliche, zeitunterworfene Schönheit tragen, „den Hals / die Stirn / die Augen / […] diese Brust“ – eine asyndetische Folge, wie Gryphius sie liebte. Eingeschaltet in die Reihe ist, Eintönigkeit verhindernd, das abstrakte „dises Pfand / Der Libe“. Hinter „Sand“ (Vers 7) vermutet Manheimer eine Auslassung, Ellipse, des Infinitivs „fallen“, die er „viel zu hart“ findet. Für all diese Manifestationen von Schönheit sagt das Quartett Tod, Verwesung, Grauen voraus, gipfelnd in der Antithese von Vers 8: „Vnd dem / der euch mit Lib itzt ehrt / wird für euch grauen!“

### Erstes Terzett
„Der Seufftzer ist umbsonst“ beendet die Betrachtung von Eugenies individuellem Schicksal und leitet zu einer Aussage über das Schicksal des Universums über, des „mundus fraudulentus – [der betrügerischen Welt]“: „nichts ist / das auff der Welt / Wie schön es immer sey / Bestand und Farbe hält.“

### Zweites Terzett
Es wiederholt, fasst zusammen und verschärft. Vers 12, obwohl als Frage formuliert, wiederholt die Gleichung Rose = Schönheit, Vers 13 die Gleichung Rose = Vergänglichkeit. Die letztere Gleichung aber, schreibt Cohen, werde durch „a radical manipulation of time“, ein radikales Spiel mit der Zeit, verschärft. Vers 13
Doch ehe sie recht blüht verwelckt und fält sie ein
kehre die natürliche Zeitfolge Blüte – Verfall bewusst um. Er sei so paradox wie „nacht lichter als der tag“ aus dem Sonett Über die Geburt Jesu. Die Antithese erziele durch Sprache und Rhythmus maximale Wirksamkeit. Die beiden Halbverse stünden lexikalisch und rhythmisch symmetrisch zum Höhepunkt, der Opposition „blüht“ / „verwelckt“. Im ersten Halbvers steige die Spannung bis zu diesem Höhepunkt vor und hinter der Zäsur, um dann zu fallen. Der letzte Vers schließlich übertrage, was von der Schönheit gesagt wurde, auf unsere gesamte Existenz: „Nicht anders [scil. ‚als die Schönheit‘] gehn wir fort / so bald wir sind geboren“ – wieder mit der das Gedicht durchziehenden Kompression der Spanne zwischen Geburt und Tod bis zur Gleichzeitigkeit.

### Das Ganze
„Schön ist ein schöner Leib, den aller Lippen preisen“, Sonett 21 in der Zählung seit 1643, und „Was wundert Ihr Euch noch, Ihr Rose der Jungfrauen“, Sonett 22, sind offensichtlich als Paar komponiert. Sie bilden die Gruppe Schönheitslob der Lissaer Sonette. Das erste preist Geistig-Moralisches, Weisheit, Glaubenstreue, Frömmigkeit, Demut und Freundlichkeit als Gipfel der Schönheit. Das zweite zählt Bestandteile körperlicher Schönheit auf, unterstellt sie aber dem Memento-mori-Gebot. Nach Andreas Solbach diskreditiert das zweite Sonett körperliche Schönheit geradezu. Sie bedeute nichts aus sich heraus, sei nicht erstrebenswert, sondern angesichts des Missbrauchs, der sich mit ihr verbinde, eher zu vermeiden oder verdecken. Wie schon in seiner Besprechung von „Schön ist ein schöner Leib, den aller Lippen preisen“ sieht Solbach in „Was wundert Ihr Euch noch, Ihr Rose der Jungfrauen“ eine Botschaft an die Adressatin und den Adel allgemein. Wie dort stelle sich Gryphius selbstbewusst als Führer auf dem Weg zu Kalokagathie hin.